# Служитель Двух Святынь
Служитель Двух Святынь (араб. خَادِمُ الْحَرَمَيْنِ الشَّرِيفَيْنِ‎, Хадим аль-Харамейн аш-Шарифейн) — титул короля Саудовской Аравии.
Был введён в обиход королём Фахдом 27 октября 1986 года вместо титула «Его величество». Унаследовавший трон Абдалла продолжил эту традицию.
«Две святыни» — это священные мечети аль-Харам в Мекке и Мечеть Пророка в Медине. До королей Саудовской Аравии этот титул носили, в частности, правители Арабского Халифата, Египетского Государства Мамлюков и Османской Империи.